# Atletism la Jocurile Olimpice de vară din 2020 - 400 m garduri (feminin)
Proba de 400 de metri garduri feminin de la Jocurile Olimpice de vară din 2020 a avut loc în perioada 31 iulie-4 august 2021 pe Stadionul Național al Japoniei.

## Recorduri
Înaintea acestei competiții, recordurile mondiale și olimpice erau următoarele:
| Record  | Atlet                  | Timp  | Loc            | Data             |
| ------- | ---------------------- | ----- | -------------- | ---------------- |
| Mondial | Dalilah Muhammad (SUA) | 52,16 | Doha, Qatar    | 4 octombrie 2019 |
| Olimpic | Melaine Walker (JAM)   | 52,64 | Beijing, China | 20 august 2008   |

## Program
Orele sunt ora Japoniei (UTC+9) 
| Data                    | Oră   | Etapă      |
| ----------------------- | ----- | ---------- |
| Sâmbătă, 31 iulie 2021  | 9:00  | Etapa 1    |
| Luni, 2 august 2021     | 19:00 | Semifinale |
| Miercuri, 4 august 2021 | 9:00  | Finala     |

## Rezultate

### Calificări
S-au calificat în semifinale primele patru atlete din fiecare serie (C) și următoarele atlete cu cei mai buni 4 timpi (c). 

#### Seria 1
| Loc | Culoar | Atletă              | Țară                       | Reacție | Timp  | Note  |
| --- | ------ | ------------------- | -------------------------- | ------- | ----- | ----- |
| 1   | 9      | Viktoria Tkaciuk    | Ucraina                    | 0,256   | 54,80 | C     |
| 2   | 3      | Melissa González    | Columbia                   | 0,146   | 55,32 | C, RN |
| 3   | 7      | Anna Cockrell       | Statele Unite ale Americii | 0,213   | 55,37 | C     |
| 4   | 8      | Sage Watson         | Canada                     | 0,176   | 55,54 | C     |
| 5   | 6      | Yadisleidis Pedroso | Italia                     | 0,186   | 55,57 | c, SB |
| 6   | 5      | Amalie Iuel         | Norvegia                   | 0,129   | 55,65 | c     |
| 7   | 2      | Aminat Jamal        | Bahrain                    | 0,208   | 55,90 | SB    |
| 8   | 4      | Hanne Claes         | Belgia                     | 0,174   | 56,38 | SB    |

#### Seria 2
| Loc | Culoar | Atletă            | Țară           | Reacție | Timp  | Note  |
| --- | ------ | ----------------- | -------------- | ------- | ----- | ----- |
| 1   | 2      | Anna Rîjîkova     | Ucraina        | 0,191   | 54,56 | C     |
| 2   | 7      | Janieve Russell   | Jamaica        | 0,159   | 54,81 | C     |
| 3   | 9      | Paulien Couckuyt  | Belgia         | 0,182   | 54,90 | C, RN |
| 4   | 8      | Linda Olivieri    | Italia         | 0,130   | 55,54 | C, PB |
| 5   | 6      | Viivi Lehikoinen  | Finlanda       | 0,155   | 55,67 |       |
| 6   | 3      | Noelle Montcalm   | Canada         | 0,197   | 55,85 | SB    |
| 7   | 5      | Meghan Beesley    | Marea Britanie | 0,165   | 55,91 |       |
| 8   | 4      | Chayenne da Silva | Brazilia       | 0,165   | 57,55 |       |

#### Seria 3
| Loc | Culoar | Atletă              | Țară                       | Reacție | Timp  | Note      |
| --- | ------ | ------------------- | -------------------------- | ------- | ----- | --------- |
| 1   | 5      | Sydney McLaughlin   | Statele Unite ale Americii | 0,180   | 54,65 | C         |
| 2   | 7      | Gianna Woodruff     | Panama                     | 0,268   | 55,49 | C         |
| 3   | 9      | Sara Slott Petersen | Danemarca                  | 0,161   | 55,52 | C         |
| 4   | 8      | Quách Thị Lan       | Vietnam                    | 0,150   | 55,71 | C, SB     |
| 5   | 3      | Eleonora Marchiando | Italia                     | 0,166   | 56,82 |           |
| 6   | 4      | Mariya Mykolenko    | Ucraina                    | 0,200   | 57,86 | TR 16.5.3 |
| —   | 6      | Leah Nugent         | Jamaica                    | 0,240   | DS    | TR 17.3.1 |
| _   | 2      | Jessie Knight       | Marea Britanie             | —       | NT    |           |

#### Seria 4
| Loc | Culoar | Atletă           | Țară               | Reacție | Timp  | Note    |
| --- | ------ | ---------------- | ------------------ | ------- | ----- | ------- |
| 1   | 8      | Femke Bol        | Olanda             | 0.194   | 54.43 | C       |
| 2   | 7      | Tia-Adana Belle  | Barbados           | 0,166   | 55,69 | C, SB   |
| 3   | 3      | Wenda Nel        | Africa de Sud      | 0,194   | 56,06 | C       |
| 4   | 5      | Jessica Turner   | Marea Britanie     | 0,186   | 56,83 | C       |
| 5   | 6      | Sarah Carli      | Australia          | 0,167   | 56,93 | SB      |
| 6   | 9      | Yasmin Giger     | Elveția            | 0,165   | 57,03 |         |
| —   | 2      | Ronda Whyte      | Jamaica            | —       | DS    | TR 16.8 |
| —   | 4      | Sparkle McKnight | Trinidad și Tobago | —       | NS    | —       |

#### Seria 5
| Loc | Culoar | Atletă             | Țară                       | Reacție | Timp  | Note  |
| --- | ------ | ------------------ | -------------------------- | ------- | ----- | ----- |
| 1   | 3      | Dalilah Muhammad   | Statele Unite ale Americii |         | 53,97 | C     |
| 2   | 5      | Carolina Krafzik   | Germania                   | 0,189   | 54,72 | C, PB |
| 3   | 9      | Lea Sprunger       | Elveția                    | 0,186   | 54,74 | C, SB |
| 4   | 8      | Joanna Linkiewicz  | Polonia                    | 0,130   | 54,93 | C, PB |
| 5   | 6      | Zurian Hechavarría | Cuba                       | 0,181   | 54,99 | c, PB |
| 6   | 7      | Emma Zapletalová   | Slovacia                   | 0,166   | 55,00 | c     |
| 7   | 2      | Line Kloster       | Norvegia                   | 0,151   | 56,45 |       |
| 8   | 4      | Loubna Benhadja    | Algeria                    | 0,200   | 57,19 | PB    |

### Semifinale
S-au calificat în finală primele doi atlete din fiecare semifinală (C) și următoarele atlete cu cei mai buni 2 timpi (c). 

#### Semifinala 1
| Loc | Culoar | Atletă           | Țară                       | Reacție | Timp  | Note |
| --- | ------ | ---------------- | -------------------------- | ------- | ----- | ---- |
| 1   | 7      | Dalilah Muhammad | Statele Unite ale Americii | 0,186   | 53,30 | C    |
| 2   | 6      | Janieve Russell  | Jamaica                    | 0,151   | 54,10 | C    |
| 3   | 5      | Paulien Couckuyt | Belgia                     | 0,164   | 54,47 | RN   |
| 4   | 4      | Carolina Krafzik | Germania                   | 0,172   | 54,96 |      |
| 5   | 8      | Sage Watson      | Canada                     | 0,163   | 55,51 |      |
| 6   | 3      | Quách Thị Lan    | Vietnam                    | 0,188   | 56,78 |      |
| 7   | 9      | Linda Olivieri   | Italia                     | 0,120   | 57,03 |      |
| 8   | 2      | Amalie Iuel      | Norvegia                   | 0,121   | 57,61 |      |

#### Semifinala 2
| Loc | Culoar | Atletă             | Țară                       | Reacție | Timp  | Note  |
| --- | ------ | ------------------ | -------------------------- | ------- | ----- | ----- |
| 1   | 5      | Sydney McLaughlin  | Statele Unite ale Americii | 0,204   | 53,03 | C     |
| 2   | 4      | Gianna Woodruff    | Panama                     | 0,207   | 54,22 | C, RC |
| 3   | 6      | Anna Rîjîkova      | Ucraina                    | 0,162   | 54,23 | c     |
| 4   | 3      | Zurian Hechavarría | Cuba                       | 0,167   | 55,21 |       |
| 5   | 9      | Joanna Linkiewicz  | Polonia                    | 0,157   | 55,67 |       |
| 6   | 2      | Emma Zapletalová   | Slovacia                   | 0,136   | 55,79 |       |
| 7   | 8      | Wenda Nel          | Africa de Sud              | 0,189   | 56,35 |       |
| 8   | 7      | Tia-Adana Belle    | Barbados                   | 0,146   | 59,26 |       |

#### Semifinala 3
| Loc | Culoar | Atletă              | Țară                       | Reacție | Timp    | Note    |
| --- | ------ | ------------------- | -------------------------- | ------- | ------- | ------- |
| 1   | 5      | Femke Bol           | Olanda                     | 0,215   | 53,91   | C       |
| 2   | 8      | Anna Cockrell       | Statele Unite ale Americii | 0,174   | 54,17   | C       |
| 3   | 7      | Viktoria Tkaciuk    | Ucraina                    | 0,224   | 54,25   | c       |
| 4   | 6      | Lea Sprunger        | Elveția                    | 0,140   | 55,12   |         |
| 5   | 2      | Yadisleidis Pedroso | Italia                     | 0,181   | 55,80   |         |
| 6   | 4      | Melissa González    | Columbia                   | 0,191   | 57,47   |         |
| 7   | 3      | Jessica Turner      | Marea Britanie             | 0,185   | 1:00,36 |         |
| —   | 9      | Sara Slott Petersen | Danemarca                  | 0,165   | NT      | TR 22.6 |

### Finala
| Loc | Culoar | Atletă            | Țară                       | Reacție | Timp  | Note      |
| --- | ------ | ----------------- | -------------------------- | ------- | ----- | --------- |
| 1   | 4      | Sydney McLaughlin | Statele Unite ale Americii | 0,163   | 51,46 | RM        |
| 2   | 7      | Dalilah Muhammad  | Statele Unite ale Americii | 0,200   | 51,58 | PB        |
| 3   | 5      | Femke Bol         | Olanda                     | 0.165   | 52.03 | RC        |
| 4   | 6      | Janieve Russell   | Jamaica                    | 0,136   | 53,08 | PB        |
| 5   | 2      | Anna Rîjîkova     | Ucraina                    | 0,177   | 53,48 |           |
| 6   | 3      | Viktoria Tkaciuk  | Ucraina                    | 0,206   | 53,79 | PB        |
| 7   | 9      | Gianna Woodruff   | Panama                     | 0,235   | 55,84 |           |
| —   | 8      | Anna Cockrell     | Statele Unite ale Americii | 0,167   | DS    | TR 17.3.1 |